# Караман (Омская область)
Караман — аул в Нововаршавском районе Омской области России. Входит в состав Ермаковского сельского поселения. Население 352 чел. (2010), 92 % (2002) из них — казахи .

## История
В соответствии с Законом Омской области от 30 июля 2004 года № 548-ОЗ «О границах и статусе муниципальных образований Омской области» аул вошёл в состав образованного муниципального образования «Ермаковское сельское поселение».

## География
Караман находится в юго-восточной части региона, на р. Татарка.
Уличная сеть состоит из трёх географических объектов:ул. Береговая, ул. Победы и  ул. Школьная.
Абсолютная высота — 88 м. над уровнем моря.

## Население
| 2010 |
| ---- |
| 352  |

Гендерный состав
По данным Всероссийской переписи населения 2010 года в гендерной структуре населения из 352 человек мужчин — 199, женщин — 153 (56,5 и	43,5 % соответственно).
Национальный состав
Согласно результатам переписи 2002 года, в национальной структуре населения казахи составляли 92 % от общей численности населения в 426 чел..

## Инфраструктура
фельдшерско-акушерский пункт (структурное подразделение Нововаршавской ЦРБ), ул.Школьная, 5/1.

## Транспорт
Автодорога «Алкул — Караман» (идентификационный номер 52 ОП МЗ Н-286) длиной 3,90 км., продолжается дорогой в 13,40 км. до границы Республики Казахстан (идентификационный номер 52 ОП РЗ А-3).
Ближайшая железнодорожная станция — Иртышское находится в пгт
Большегривское.